# رونسسوالس (تولیما)
رونسسوالس (انگلیسی: Roncesvalles, Tolima) یک منطقه مسکونی در کلمبیا است.